# 丸茂鉱
丸茂鉱（まるもこう、 Marumoite）は、1983年頃、東京大学の鉱物学者、小沢徹と竹内慶夫によって、スイスのレーゲンバッハ（Legenbach）から発見された新鉱物で、1998年に国際鉱物学連合により承認された。化学組成はPb32As40S92。単斜晶系。東京工業大学の鉱物学者 丸茂文幸の、硫塩鉱物の結晶構造解析への貢献をたたえて命名された。日本では、富山大学の鉱床学者、清水正明などにより、青森県の奥戸（オコッペ）鉱山からの産出が報告されている。